# Nesti (mitologia)
Nesti, ninfa delle acque dolci parte delle naiadi, secondo altre fonti può essere un ulteriore nome della dea Persefone. Si giunge a questa conclusione sulla base della cosiddetta ‘doppia etimologia’: essa consiste nel derivare una parola sia dal greco, sia da un’altra lingua, in questo caso quella parlata dagli abitanti della Sicilia prima dell’arrivo dei greci.
Secondo il filosofo Empedocle di Agrigento ad essa è associato l'elemento acqueo.